# Melanagromyza suyangsanica
Melanagromyza suyangsanica är en tvåvingeart som beskrevs av Cerny 2007. Melanagromyza suyangsanica ingår i släktet Melanagromyza och familjen minerarflugor. Inga underarter finns listade i Catalogue of Life.